# Tehsil

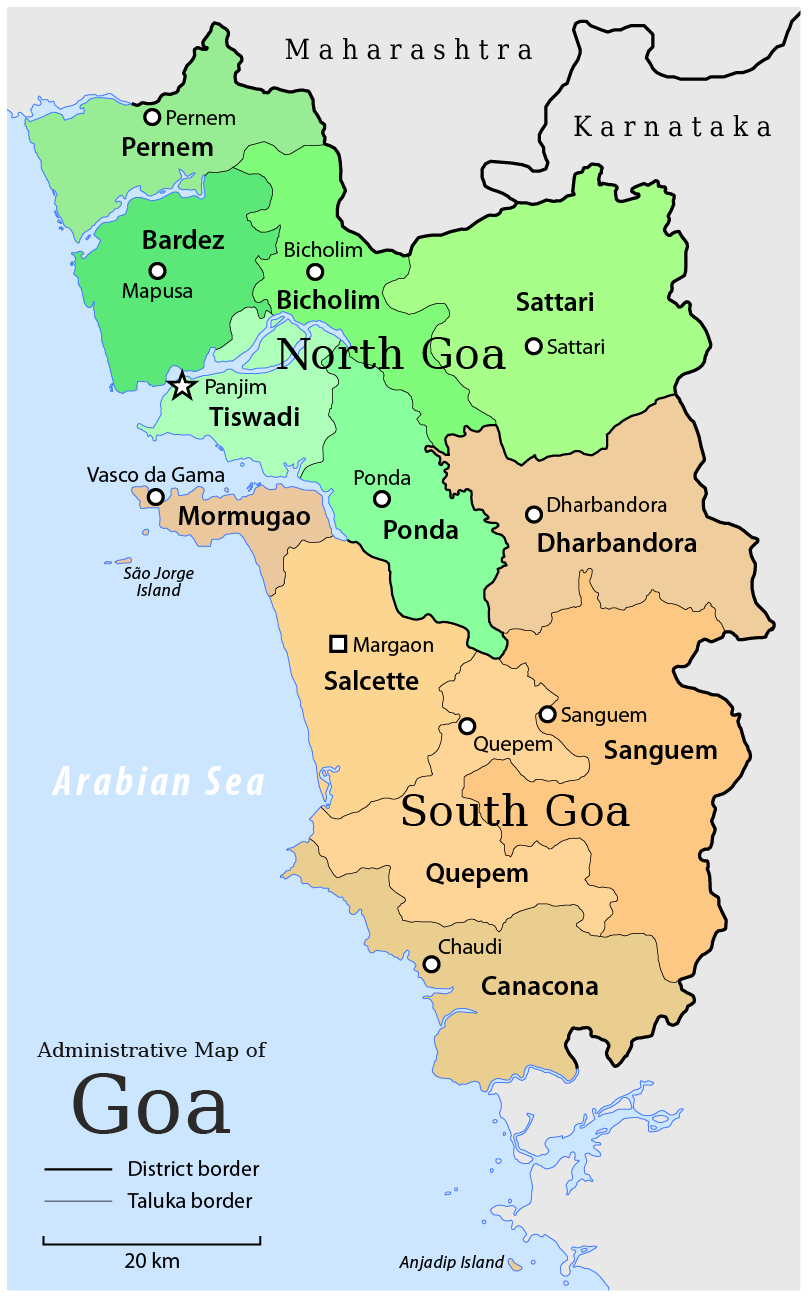
Beispiel: Der Bundesstaat Goa ist in zwei Distrikte mit je sechs Talukas unterteilt.

Ein Tehsil (auch tahsil oder tahasil, in einigen Gegenden auch Taluk, taluka oder taluq, in Andhra Pradesh und Telangana Mandal) ist eine Verwaltungseinheit in Pakistan und Indien. In beiden Staaten stehen die Tehsils unter der Ebene der Distrikte. Sie haben sowohl steuerliche als auch verwaltungstechnische Befugnisse. Für Grundbesitzfragen sind sie die höchste Instanz.

## Pakistan
In Pakistan wird meist der Begriff Tehsil verwendet. In der Provinz Sindh wird diese Verwaltungsebene jedoch Taluk genannt. Die Tehsils bzw. Taluks sind jeweils in Union Councils unterteilt.

## Indien
Der Begriff tehsil wird überwiegend in Nordindien verwendet, etwa in den Bundesstaaten Uttar Pradesh, Uttarakhand, Himachal Pradesh und Madhya Pradesh; dagegen wird der Begriff Taluk im Süden, z. B. in Goa, Maharashtra, Kerala, Tamil Nadu und Karnataka benutzt. Die offizielle Bezeichnung in Andhra Pradesh und Telangana ist Mandal. Alle drei Bezeichnungen sind jedoch synonym.
Die Aufgaben der Tehsils beziehen sich stets auf die Verwaltung des Grundbesitzes. Je nach Bundesstaat und/oder Distrikt können jedoch weitere Aufgaben wie Steuerverwaltung hinzukommen, je nachdem ob die Tehsilverwaltung mit der des Blocks oder der Subdivision zusammengelegt wurde.
Der Vorsteher eines Tehsils wird Tehsildar genannt, der eines Taluks entsprechend Talukdar.